# El Bayadh (provins)
33°40′49″N 1°01′13″Ø / 33.68028°N 1.02028°Ø
Provinsen El Bayadh (arabisk: ولاية البيض) er en af Algeriets 48 provinser. Administrationscenteret er El Bayadh.